# Dries van Agt
Andreas Antonius Maria "Dries" van Agt (Geldrop, 1931. február 2. – Nijmegen, 2024. február 5.) holland politikus, a Kereszténydemokrata Tömörülés képviselője, miniszterelnök (1977–1982).

## Élete

### Tanulmánya és fiatalkora
Római katolikus családban született Észak-Brabant tartományban. Kitűnő tanulóként érettségizett az Eindhovenben található Ágoston-rendi Augustinianum iskolában. A katolikus szellemiségű Radboud Egyetemen diplomázott le jogi karon 1955-ben, és 1957-ben megszerezte ügyvédi szakvizsgáját.
1955 és 1957 között ügyvédjelöltként dolgozott több ügyvédi irodánál. 1957-től közalkalmazottként kezdett dolgozni a holland Mezőgazdasági és Halászati Minisztériumban és az Igazságügyi Minisztériumban. 1968-ban büntető eljárásjogot oktatott a Radboud Egyetemen. 1971-ben bírónak nevezték ki az Arnhemi Városi Bíróságon.

### Politikai pályája
Annak ellenére, hogy kinevezték bírónak, inkább a politikai pályát választotta és indult az 1971-es holland általános választáson. Belépett a Katolikus Néppártba, 1971 és 1973 között Barend Biesheuvel kormányának igazságügy-minisztere. 1973 és 1977 között a munkáspárti Joop den Uyl vezette kormány miniszterelnök-helyettese.

### Kereszténydemokrata Tömörülés elnöke
1976-ban lett az akkor még a három vallási alapon szerveződő párt szövetségének vezetője: Katolikus Néppárt, Forradalomellenes Párt és Keresztény Történelmi Unió. 1977-ben a három párt először szerepelt Kereszténydemokrata Tömörülés néven közös listán, majd 1980-ban egyesültek, s Van Agt 1982-ig volt a párt elnöke.

## Miniszterelnök

### Első Van Agt-kormány
Az 1977-es választáson ugyan a Munkáspárt szerezte a legtöbb mandátumot, de nem volt meg a kormánytöbbsége, emiatt koalíciós tárgyalást kezdeményezett Joop den Uyl pártelnök a kereszténydemokrata Van Agt-tel. Van Agt azonban nem akart a Munkáspárttal koalíciót, hanem a konzervatív-liberális Hans Wiegel vezette VVD párttal kötött koalíciót. A koalíció megkötése 208 napot vett igénybe.
A kormánynak szembe kellett nézni gazdasági, pénzügyi problémákkal, és a növekvő munkanélküliséggel. A válság az 1973-as olajválság következménye volt. Tömeges elbocsátások voltak számos holland vállalat esetében, mint a tehergépjárműveket gyártó DAF, a hajógyártással foglalkozó RSV és ADM gyárak esetében történt. A szociális segélyeket, a közalkalmazottak fizetéseit és az oktatásra szánt pénzeket csökkentették. A megszorítások miatt 1978-ban memorandumot tettek közzé a Bestek'81 (Feldarabolás '81) néven, utalva, hogy az 1981-es holland választáson elűzik Van Agt-kormányát.
A kormány közigazgatási reformot hajtott végre 1978-ban, aminek keretében átalakították a holland tartományok szerkezetét. A kormány alatt mondott le trónjáról Julianna holland királynő, a trónra Beatrix lépett, akinek trónra lépése miatt 1980. április 30-án tömegtüntetések voltak Amszterdamban.

### Második Van Agt-kormány
Az 1981-es választáson a kereszténydemokraták győztek, a koalícióból kiesett a PVV. Az új koalícióba a kereszténydemokraták, Munkáspárt és a szociálliberális 66-os Demokraták kerültek be.
A kormánynak továbbra is szembe kellett néznie a nagy munkanélküliséggel, így a munkáspárti Joop den Uyl szociális és munkaügyi miniszter javaslatával kidolgoztak egy foglalkoztatást növelő programot. Ennek ellenére nem volt könnyű munkahelyeket teremteni, a közszférában alig sikerült. 1982-re már 600 ezer munkanélküli volt Hollandiában. 1982 elején javaslatot tett a kormány a táppénz megnyirbálására. Az extra-táppénz megszüntetését is kezdeményezték a kereszténydemokraták és 66-os demokraták, amit a munkáltatók és a munkavállalók a kollektív szerződés értelmében vehettek igénybe. Ezen megszorításokat a Munkáspárt ellenezte, emiatt Beatrix királynőnél bejelentették, hogy ki akarnak lépni a koalícióból. A kormány végül 1982. május 29-én lemondott.
Van Agt és Den Uyl között olyannyira elmérgesedett a viszony, hogy Joop den Uyl 1987-ben agydaganat miatt bekövetkezett halála után a temetésére sem hívták meg Dries Van Agt-et.

### Harmadik Van Agt-kormány
A harmadik Van Agt-kormány kisebbségi kormányként alakult meg ugyanis kilépett a Munkáspárt a koalícióból, így a 66-os Demokraták maradtak a koalícióban. A kormány költségvetési hiánnyal küzdött, emiatt a rokkantbiztosítást és a munkaügyi segélyt befagyasztotta a kormány. Emellett a kormány 1983. január 1-től hatályba lépve a közalkalmazottak bérét is befagyasztotta.
Az 1982-es általános választásokat ugyan a kereszténydemokraták nyerték meg ismét, ám Van Agt a választások után bejelentette, hogy nem akar miniszterelnök lenni, így helyébe Ruud Lubbers lépett.

## Királyi Megbízott
1983 januárjában Beatrix királynő Észak-Brabant királynői megbízottjának nevezte ki Van Agtot, ezen hivatalát 1987-ig töltötte be.

## Politikai pályája után
Van Agt 1987–1990 között Japánban volt az Európai Gazdasági Közösség nagykövete, majd 1990–1995 között az Egyesült Államokban töltött be ezt a tisztséget. 1995 és 1996 között a Kiotói Egyetem nemzetközi kapcsolatok tantárgy vendégprofesszora volt.

## Vitatott ügyek
1972-ben igazságügy miniszterként antiszemitizmussal vádolták meg, amikor egy interjúban kijelentette: „én egy árja vagyok”. Arra a kérdésre válaszolta ezt egy újságírónak, hogy szándékában állt egészségügyi okok miatt náci foglyokat szabadon engedni Hollandiában. Később egy interjúban beismerte: ezt a szándékot nehéz lett volna megvalósítani, hiszen "zsidó elődöm már megpróbálta és belebukott".
2012-ben ismét vitatott kijelentést tett, mikor úgy fogalmazott: a zsidóknak Németországban kellett volna államot építeni, nem pedig a Közel-Keleten. 
2016 szeptemberében Benjámín Netanjáhú izraeli miniszterelnök Hollandiába látogatott. Van Agt háborús bűnösnek nevezte, akinek szerinte a Hágai Nemzetközi Törvényszéken kéne lennie.

## Fordítás
- Ez a szócikk részben vagy egészben  a   Dries van Agt című angol Wikipédia-szócikk ezen változatának fordításán alapul.  Az eredeti cikk szerkesztőit annak laptörténete sorolja fel. Ez a jelzés csupán a megfogalmazás eredetét és a szerzői jogokat jelzi, nem szolgál a cikkben szereplő információk forrásmegjelöléseként.